# Saint-Méard-de-Drône
Saint-Méard-de-Drône ist eine französische Gemeinde mit 489 Einwohnern (Stand 1. Januar 2022) im Département Dordogne in der Region Nouvelle-Aquitaine (vor 2016: Aquitanien). Die Gemeinde gehört zum Arrondissement Périgueux und zum Kanton Ribérac.
Der Name in der okzitanischen Sprache lautet Sent Meard de Drona und leitet sich vom heiligen Medardus von Noyon ab. Der Zusatz „Drône“ verweist auf den Fluss Dronne, der das Gebiet der Gemeinde durchquert.
Die Einwohner werden Saint Méardais und Saint Méardaises genannt.

## Geographie
Saint-Méard-de-Drône liegt ca. 25 Kilometer westnordwestlich von Périgueux im Gebiet Ribéracois der historischen Provinz Périgord.
Umgeben wird Saint-Méard-de-Drône von den sieben Nachbargemeinden:
| Villetoureix            | Celles                                      | Saint-Victor |
| Ribérac                 | Kompassrose, die auf Nachbargemeinden zeigt | Douchapt     |
| Saint-Martin-de-Ribérac | Saint-Pardoux-de-Drône                      |              |

Saint-Méard-de-Drône liegt im Einzugsgebiet des Flusses Dordogne.
Die Dronne, ein Nebenfluss der Isle, durchquert das Gebiet der Gemeinde zusammen mit ihren Nebenflüssen,
- dem Jalley,
- dem Goût, der in Saint-Méard-de-Drône entspringt, und
- der Peychay.[4]

## Einwohnerentwicklung

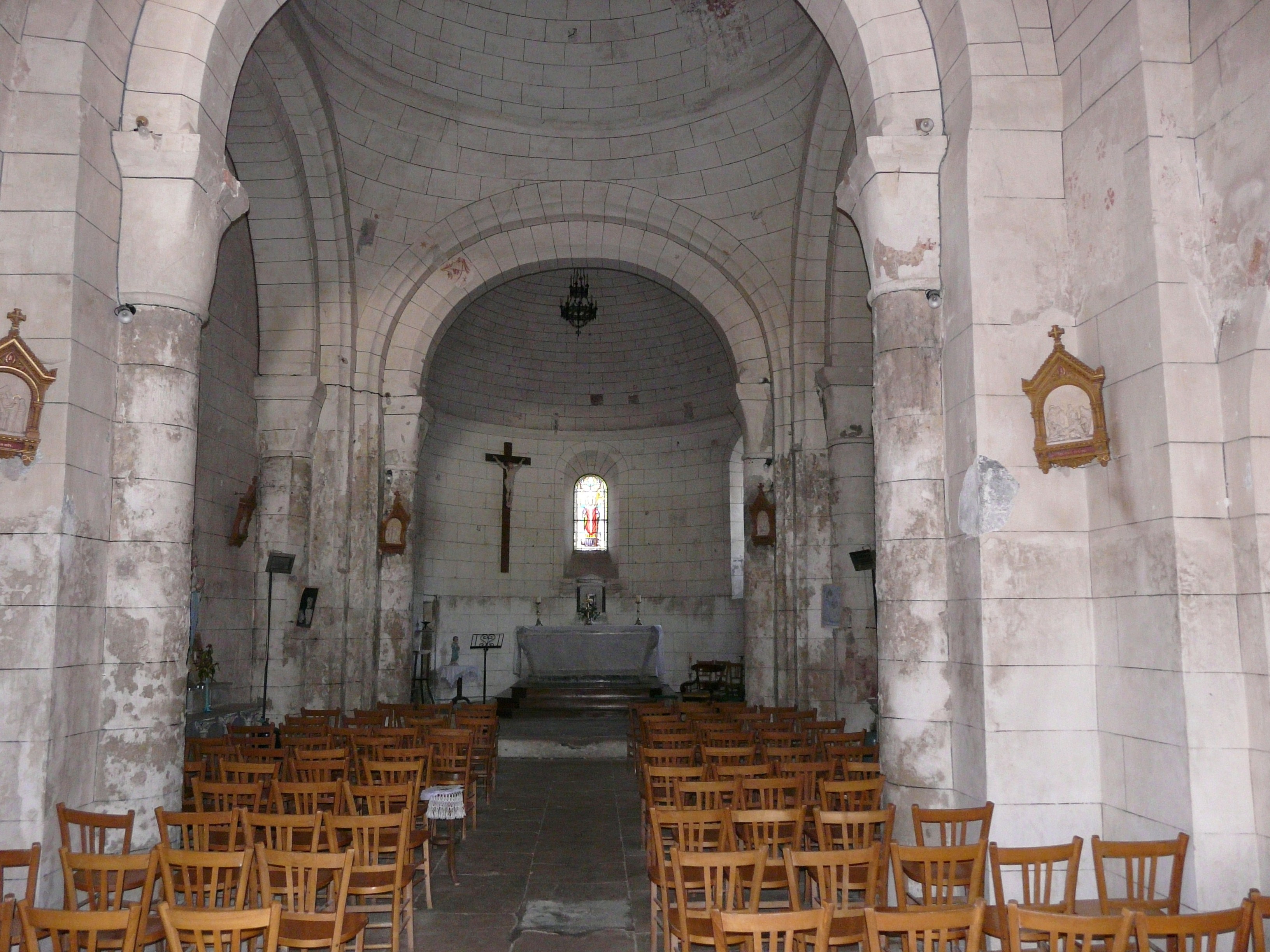
Pfarrkirche Saint-Méard, Blick auf den Chor

Nach Beginn der Aufzeichnungen stieg die Einwohnerzahl in der Mitte des 19. Jahrhunderts auf einen Höchststand von rund 670. In der Folgezeit sank die Größe der Gemeinde bei kurzen Erholungsphasen bis zu den 1960er Jahren auf rund 325 Einwohner, bevor sich eine teils kräftige Wachstumsphase einstellte, die heute noch anhält.
| Jahr      | 1962 | 1968 | 1975 | 1982 | 1990 | 1999 | 2006 | 2011 | 2022 |
| --------- | ---- | ---- | ---- | ---- | ---- | ---- | ---- | ---- | ---- |
| Einwohner | 379  | 327  | 364  | 403  | 451  | 433  | 461  | 479  | 489  |

## Sehenswürdigkeiten
- Pfarrkirche Saint-Médard aus dem 12. Jahrhundert, seit 2000 als Monument historique eingeschrieben
- Schloss Fontenilles aus dem 17. Jahrhundert
- Schloss Le Port aus dem 15. Jahrhundert
- Wassermühle La Pauze (Ecomuseum) aus dem 18. Jahrhundert

## Wirtschaft und Infrastruktur
Saint-Méard-de-Drône liegt in den Zonen AOC der Buttersorten Charentes-Poitou, Charentes und Deux-Sèvres sowie der Noix du Périgord, der Walnüsse des Périgord, und des Nussöls des Périgord.

### Verkehr
Saint-Méard-de-Drône ist erreichbar über die Routes départementales 104, 104E und 710, die ehemalige Route nationale 710, welche die Gemeinde mit Ribérac im Westen und mit Périgueux im Südosten verbindet.
Die Gemeinde ist über eine Linie des Busnetzes Transpérigord, die von Périgueux nach Ribérac führt, mit anderen Gemeinden des Départements verbunden.